# Alan Kerr
Alan G. „Al“ Kerr (* 28. März 1964 in Hazelton, British Columbia) ist ein ehemaliger kanadischer Eishockeyspieler, -trainer und -funktionär, der im Verlauf seiner aktiven Karriere zwischen  und  unter anderem 429 Spiele für die New York Islanders, Detroit Red Wings und Winnipeg Jets in der National Hockey League (NHL) auf der Position des rechten Flügelstürmers bestritten hat. Sein Cousin 2. Grades Reg Kerr war ebenfalls professioneller Eishockeyspieler und in der NHL aktiv.

## Karriere
Kerr verbrachte seine Juniorenzeit zunächst bis 1981 in den unterklassigen Juniorenligen der kanadischen Provinz British Columbia, ehe er zur Saison 1981/82 zu den Seattle Breakers in die Western Hockey League (WHL) wechselte. Dort verbrachte der damalige linke Flügelstürmer insgesamt drei Spielzeiten, wobei er insbesondere in den letzten beiden mit einer hohen Anzahl von Scorerpunkten glänzen konnte. Folglich wurde er im NHL Entry Draft 1984 in der vierten Runde an 84. Stelle von den New York Islanders aus der National Hockey League (NHL) ausgewählt.
Zur Spielzeit 1984/85 wechselte der Kanadier im Alter von 20 Jahren in den Profibereich und kam in seiner Rookiesaison zunächst sowohl bei den Islanders in der NHL als auch deren Farmteam, den Springfield Indians, in der American Hockey League (AHL) zu Einsätzen. Den Großteil der Zeit verbrachte er jedoch bei den Indians in der AHL. Erst zur Saison 1986/87 schaffte Kerr den endgültigen Durchbruch und gehörte fortan zum Stammkader der Isles. Erst in der Vorbereitung zum Spieljahr 1990/91 verlor der inzwischen zum rechten Flügelstürmer umfunktionierte Angreifer aufgrund einer Nieren- und später Augenverletzung seinen Stammplatz. Mit der Ausnahme von zwei Spielen verbrachte er die Spielzeit beim neuen Kooperationspartner der Islanders, den Capital District Islanders, in der AHL. Nach der Saison wurde er im Tausch für Rick Green an die Detroit Red Wings abgegeben.
Für die Red Wings lief Kerr in der Spielzeit 1991/92 wieder ausschließlich in der NHL auf. Dennoch wechselte er im Sommer 1992 zu den Winnipeg Jets, wo er allerdings nur sieben Partien absolvierte und stattdessen in der AHL bei den Moncton Hawks eingesetzt wurde. Eine Woche nachdem Aaron Ward mit einem Viertrunden-Wahlrecht im NHL Entry Draft 1993 für Paul Ysebaert nach Detroit transferiert wurde, kehrte Kerr im Juni 1993 ebenfalls nach Detroit zurück, um das Transfergeschäft zwischen beiden Franchises zu vervollständigen. Er entschied sich in der Folge aber seine Karriere im Alter von 29 Jahren zu beenden. 
Nach seinem Karriereende arbeitete Kerr zwischen 1995 und 1997 zwei Spielzeiten lang als Assistenztrainer bei den Kelowna Rockets aus der WHL. In der Spielzeit 2007/08 betreute er die Alberni Valley Bulldogs aus der British Columbia Hockey League (BCHL) als Cheftrainer und General Manager in Personalunion.

## Erfolge und Auszeichnungen
- 1984 WHL West First All-Star Team

## Karrierestatistik
(Legende zur Spielerstatistik: Sp oder GP = absolvierte Spiele; T oder G = erzielte Tore; V oder A = erzielte Assists; Pkt oder Pts = erzielte Scorerpunkte; SM oder PIM = erhaltene Strafminuten; +/− = Plus/Minus-Bilanz; PP = erzielte Überzahltore; SH = erzielte Unterzahltore; GW = erzielte Siegtore; 1 Play-downs/Relegation; Kursiv: Statistik nicht vollständig)